# جوشانده
جوشانده نوعی نوشیدنی است که در آن گیاه دارویی مستقیم با آب سرد یا گرم جوشانده می‌شود، نوشیدنی ای که به دست می‌آید خاصیت و اثر قوی تر نسبت به دمنوش دارد زیرا که حین جوشاندن مواد بیشتری از گیاه خارج می‌شود. البته این موضوع به این معنا نیست که جوشانده بر دمنوش برتری دارد.
بسیاری از گیاهان باید به صورت دم کرده استفاده شود و اگر بر اثر ناآگاهی یا غفلت جوشانده شود، خاصیت آن تغییر می‌کند و گاهی موادی از گیاه آزاد می‌شود که دارای عوارض ناگواری خواهد بود. در نتیجه بهتر است از جوشاندن خودسرانهٔ هر نوع گیاهی که به صورت فله‌ای عرضه می‌شود، خودداری شود.